# SwiftUI
SwiftUI — це декларативна структура для побудови інтерфейсів користувача для iOS, iPadOS, watchOS, tvOS, visionOS та macOS, розроблена компанією Apple Inc. для мови програмування Swift.

## Огляд
SwiftUI є декларативним, на відміну від імперативного синтаксису, який використовується в інших структурах розробки Apple, таких як UIKit і AppKit. SwiftUI дозволяє 2D-креслення, анімацію, обробку подій, віджети та зв'язування даних. SwiftUI автоматично синхронізує перегляди інтерфейсу користувача та дані.
SwiftUI інтегрується з іншими технологіями Apple, такими як Xcode та Swift Playgrounds, щоб забезпечити попередній перегляд у реальному часі під час редагування разом із підтримкою налагодження та інших функцій розробки.
SwiftUI забезпечує взаємодію з представленнями UIKit і AppKit через протоколи UIViewRepresentable і NSViewRepresentable відповідно.

## історія
SwiftUI було анонсовано на Всесвітній конференції розробників компанії Apple (WWDC) 3 червня 2019 року та додано в iOS 13 і macOS Catalina.
Під час WWDC 2020 і циклу випуску iOS 14 Apple додала підтримку карт із переглядом Map з інтерфейсом на основі Apple Maps через MapKit. MapKit дозволяє додавати анотації до карти та супутникові зображення.
Під час WWDC 2021 і циклу випуску iOS 15 Apple додала елемент Canvas, додавши підтримку миттєвого режиму малювання та ефективного 2D-малювання.
Під час WWDC 2022 і циклу випуску iOS 16 Apple випустила Swift Charts, структуру для створення настроюваних і доступних діаграм.
Під час WWDC 2023 Apple анонсувала Apple Vision Pro, і підтримку пристрою було додано до SwiftUI, а також нові види для вмісту AR, такі як RealityView та ImmersiveSpace.

## Приклади
Нижче наведено приклад простої програми Hello World . Атрибут @main визначає точку входу в програму. Стандартною практикою у SwiftUI є розділення структури програми та представлень на різні структури відповідно до архітектурного шаблону Model–View–ViewModel (MVVM). </link>
```
import
 
SwiftUI

@
main

struct
 
AnApp
:
 
App
 
{

    
var
 
body
:
 
some
 
Scene
 
{

        
WindowGroup
 
{

            
ContentView
()

        
}

    
}

}

struct
 
ContentView
:
 
View
 
{

    
var
 
body
:
 
some
 
View
 
{

        
Text
(
"Hello, World!"
)

    
}

}

```

## Подальше читання
- Lee, Wei-Meng (2020). SwiftUI for dummies. Hoboken: Wiley. ISBN 978-1-119-65270-0.
- Cahill, Bear (2021). UI Design for iOS App Development (англ.). doi:10.1007/978-1-4842-6449-2. ISBN 978-1-4842-6448-5.
- Barker, Chris (3 квітня 2020). Learn SwiftUI: An introductory guide to creating intuitive cross-platform user interfaces using Swift 5 (англ.). Packt Publishing Ltd. ISBN 978-1-83921-087-7.